# Smiley Burnette

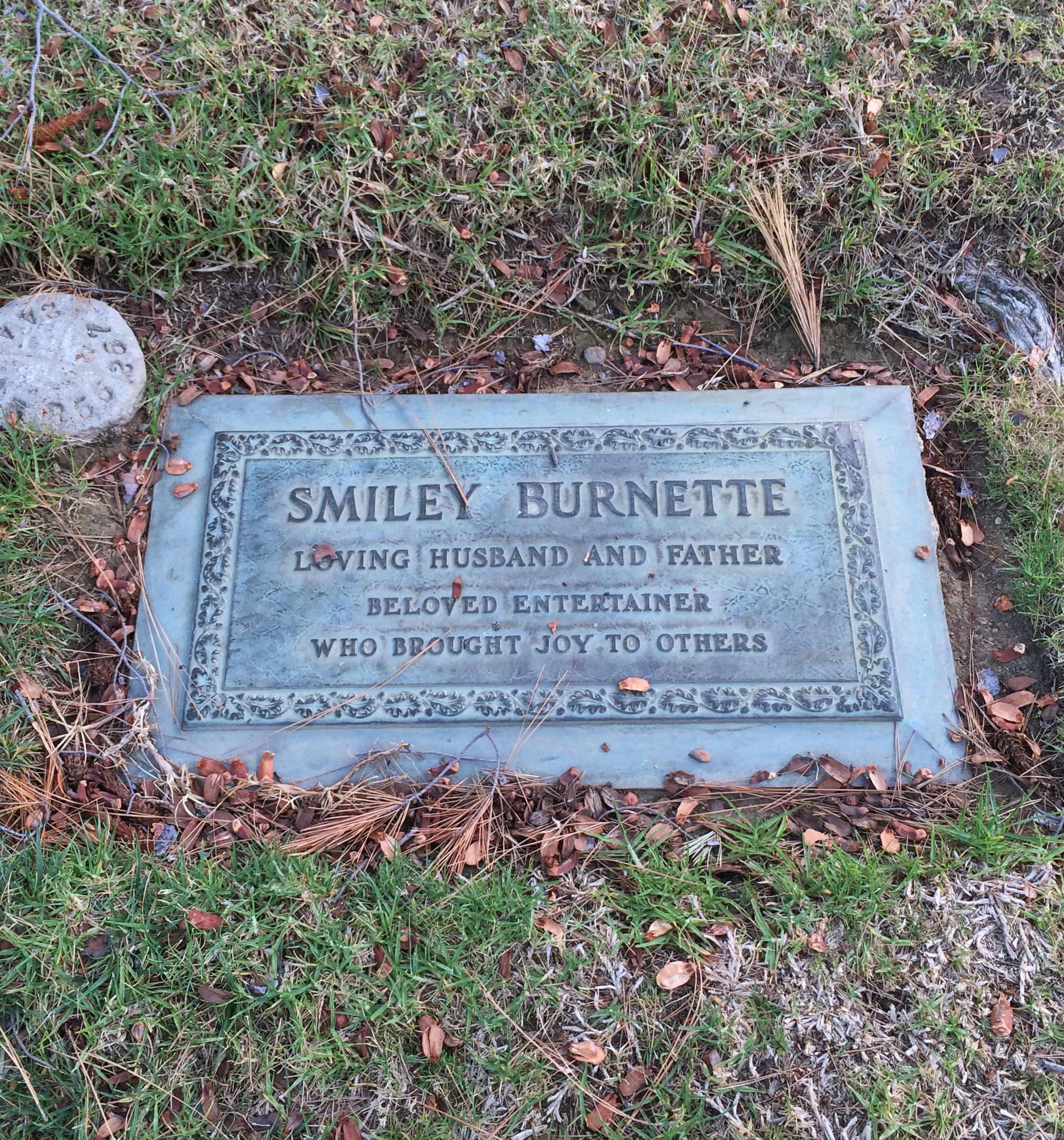
Grab von Burnette im Forest Lawn Memorial Park in Hollywood Hills

Smiley Burnette (* 18. März 1911 in Summum, Fulton County, Illinois als Lester Alvin Burnett; † 16. Februar 1967 in Encino, Kalifornien) war ein US-amerikanischer Schauspieler und Country-Musiker.

## Leben und Karriere
Smiley Burnette brachte sich in seiner Jugend verschiedene Instrumente bei und begann seine Showkarriere Ende der 1920er-Jahre bei Vaudeville-Shows. Er arbeitete auch beim Radio und spielte unter anderem Akkordeon in der Radiosendung National Barn Dance.
1934 machte Burnette sein Filmdebüt in dem Western In Old Santa Fe. Insgesamt trat Burnette bis 1953 in über 150 Kinofilmen auf, wobei es sich bei diesen fast ausschließlich um Western der B-Kategorie handelte. Bekannt wurde er als komischer Sidekick von Gene Autry (der ebenfalls in In Old Santa Fe sein Filmdebüt gemacht hatte) in über 80 Filmen: Während Autry den Helden gab, spielte Burnette seinen plumpen, freundlichen, manchmal einfältigen Gefährten Frog Milhouse. Neben George „Gabby“ Hayes gilt er als erfolgreichster Sidekick-Darsteller in der Geschichte des B-Movie-Westerns. Als Autry seinen Dienst im Zweiten Weltkrieg antrat, arbeitete Burnette auch als Sidekick von anderen Westerndarstellern bei Republic Pictures wie Eddie Dew, Sunset Carson und Robert Livingston. Ab 1944 war er unter Vertrag bei Columbia Pictures, wo er – inzwischen meist mit dem Rollennamen Smiley angekündigt – Unterstützung für Darsteller wie Charles Starrett und Jock Mahoney war. Auch mit Roy Rogers, dem langjährigen Konkurrenten von Autry, arbeitete er zusammen.
In vielen der Western war Burnette auch als Sänger zu hören. Die Verkaufszahlen seiner Schallplatten waren nicht unbedingt hoch, aber seine Songs wurden durch Burnettes Filme automatisch bekannt.  Als durch das immer beliebter werdende Fernsehen mit seinen Westernserien der Erfolg der B-Western nachließ, zog sich Burnette im Jahr 1953 von der Filmindustrie zurück und konzentrierte sich vermehrt auf seine Musikkarriere. Insgesamt soll er über 400 Songs geschrieben haben. Erst in den 1960er-Jahren stand er wieder vor der Kamera: Von 1963 bis zu seinem Tod spielte er eine der Hauptrollen als Eisenbahningenieur Charley Pratt in der Fernsehserie Petticoat Junction mit Edgar Buchanan und Bea Benaderet.
Smiley Burnette war bis zu seinem Tod mit Dallas McDonald verheiratet, das Paar hatte vier Kinder adoptiert. Er starb im Februar 1967 im Alter von 55 Jahren an Leukämie.

## Auszeichnungen
Für sein filmisches Schaffen erhielt Burnette in der Kategorie Film einen Stern auf dem Hollywood Walk of Fame. 1971 wurde er in die Nashville Songwriters Hall of Fame aufgenommen, später wurde er auch Teil der America’s Old Time Country Music Hall of Fame.

## Filmografie (Auswahl)
- 1934: In Old Santa Fe
- 1934: The Marines Are Coming
- 1935: Phantom-Reiter (The Phantom Empire)
- 1935: Fünf Jahre und ein Tag danach (Tumbling Tumbleweeds)
- 1935: Golddukaten des Gespenstes (The Phantom Empire)
- 1935: 1,000 Dollars a Minute
- 1936: Hearts in Bondage
- 1936: Undersea Kingdom
- 1936: The Big Show
- 1936: Oh, Susanna!
- 1936: Undersea Kingdom
- 1937: Dick Tracy
- 1937: Boots and Saddles
- 1937: Ein Cowboy in Afrika (Round-Up Time in Texas)
- 1937: Das schwarze Gold (Git Along Little Dogies)
- 1937: Manhattan Merry-Go-Round
- 1938: Under Western Stars
- 1938: Billy the Kid lebt (Billy the Kid Returns)
- 1939: Der große Milchkrieg von Colorado (Colorado Sunset)
- 1939: Bomben auf Texas (In Old Monterey)
- 1941: Ridin’ on a Rainbow
- 1942: Das Herz des goldenen Westens (Heart of the Golden West)
- 1943: King of the Cowboys
- 1949: Männer mit eisernen Nerven (Riders of the Whistling Pines)
- 1952: The Kid from Broken Gun
- 1953: Last of the Pony Riders
- 1963–1967: Petticoat Junction (Fernsehserie, 110 Folgen)
- 1965–1967: Green Acres (Fernsehserie, 7 Folgen)